# Evangelischer Friedhof Köln-Mülheim

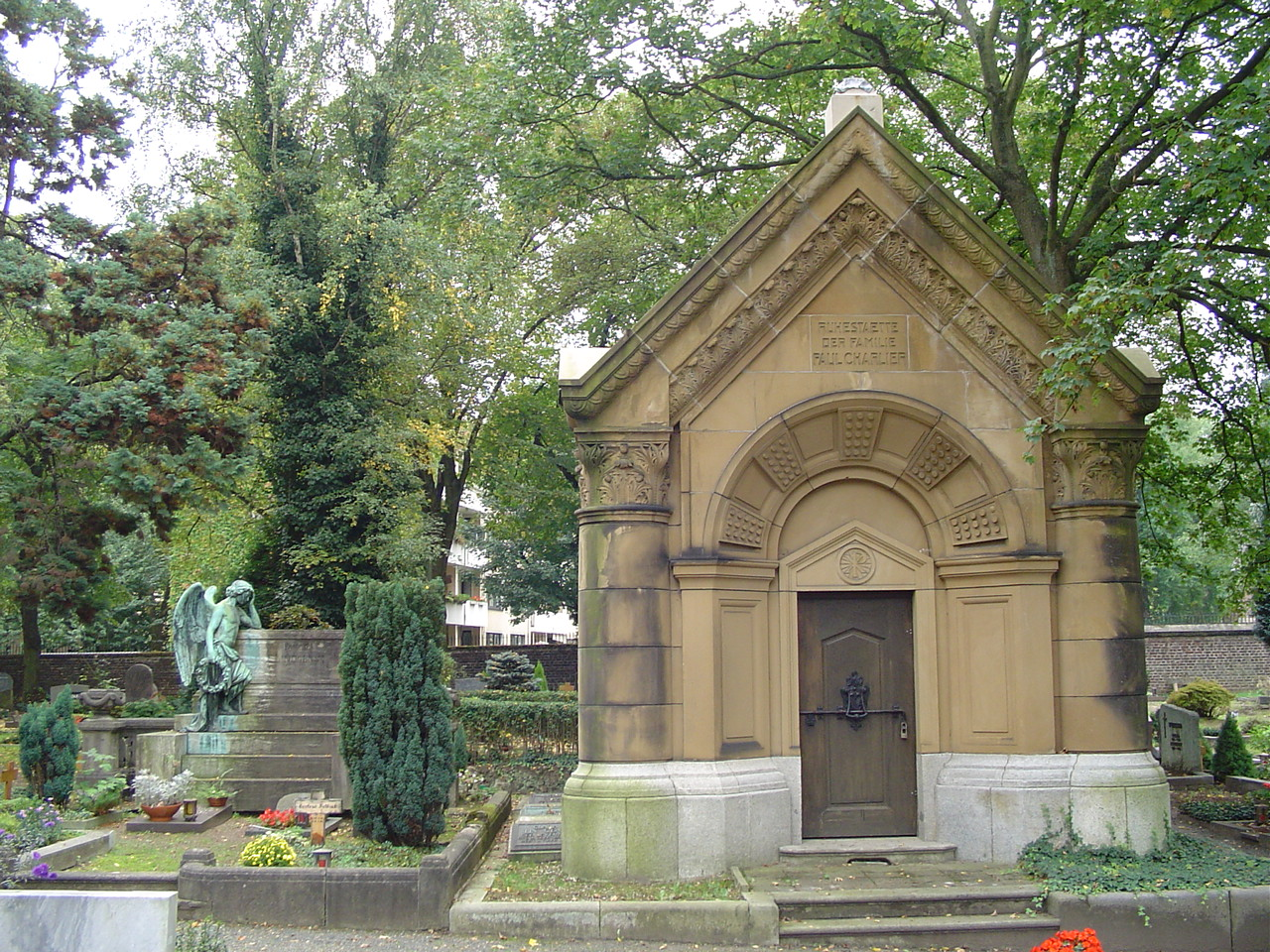
Charlier-Mausoleum auf dem Evangelischen Friedhof Mülheim

Der Evangelische Friedhof Köln-Mülheim an der Bergisch Gladbacher Straße (Bundesstraße 506) im rechtsrheinischen Kölner Stadtteil Mülheim besteht seit dem Anfang des 17. Jahrhunderts und gehört damit zu den ältesten als solche erhaltenen Friedhöfen in Köln. Die heute denkmalgeschützte Anlage wird nach wie vor für Begräbnisse genutzt.
Das annähernd rechteckige Gelände wurde im Jahre 1612 der reformierten Gemeinde der damals eigenständigen Stadt Mülheim vom Markgrafen Ernst geschenkt, wobei als Bedingung festgelegt wurde, dass auch die lutherische Gemeinde den Friedhof mitbenutzen durfte. Die Bestattungen wurden auf dem neuen Friedhof seit etwa 1614 vorgenommen. Eines der ersten Gräber – der Grabstein Gertrud Tilmans im Eingangsbereich – ist bis heute erhalten geblieben, ebenso wie auch viele teils aufwändige Familiengrabstätten des Mülheimer Bürgertums aus dem 18. und dem 19. Jahrhundert, darunter die der Familie Charlier von 1899 (Architekturbüro Schreiterer & Below) und die der Familie Christoph Andreae. Die den Friedhof heute umgebende Mauer stammt aus dem Jahr 1880. Seit 1981 steht der evangelische Friedhof Mülheim unter Denkmalschutz.